# AI-81 (Spanje)

De AI-81

De AI-81 of Acceso Este a Avilés is een autovía in Asturië. De stadssnelweg is 4,8 kilometer lang en verbindt de A-8 met Avilés.